# Divorcio a la finlandesa
Divorcio a la finlandesa (en finés: Haarautuvan rakkauden talo) es una comedia finlandesa de 2009, dirigida por Mika Kaurismäki. La película está basada en la novela homónima Haarautuvan rakkauden talo, de Petri Karra. La cinta trata sobre una pareja casada que pasa por un divorcio.

## Reparto
- Hannu-Pekka Björkman como Juhani Helin.
- Elina Knihtilä como Tuula Helin.
- Kati Outinen como Yrsa.
- Antti Reini como Wolffi.
- Tommi Eronen como Pekka.
- Irina Björklund como Marjut.
- Maria Järvenhelmi como Kitty.
- Kari Väänänen como Niilo.
- Anna Easteden como Nina.
- Ilkka Villi como Marco.
- Antti Virmavirta como Timo.
- Mari Perankoski como Tiina.
- Timo Torikka como PK.